# ريتشارد بيدل
ريتشارد بيدل هو محامي وسياسي أمريكي، ولد في 25 مارس 1796 في فيلادلفيا في الولايات المتحدة، وتوفي في 6 يوليو 1847 في بيتسبرغ في الولايات المتحدة. نشط حزبياً في مناهضة الماسونية. وقد انتخب عضو مجلس النواب الأمريكي ‏ عن دائرة الدائرة الكونغرسية الثانية والعشرين في بنسلفانيا ‏ (4 مارس 1837 – 1840).